# Telephus

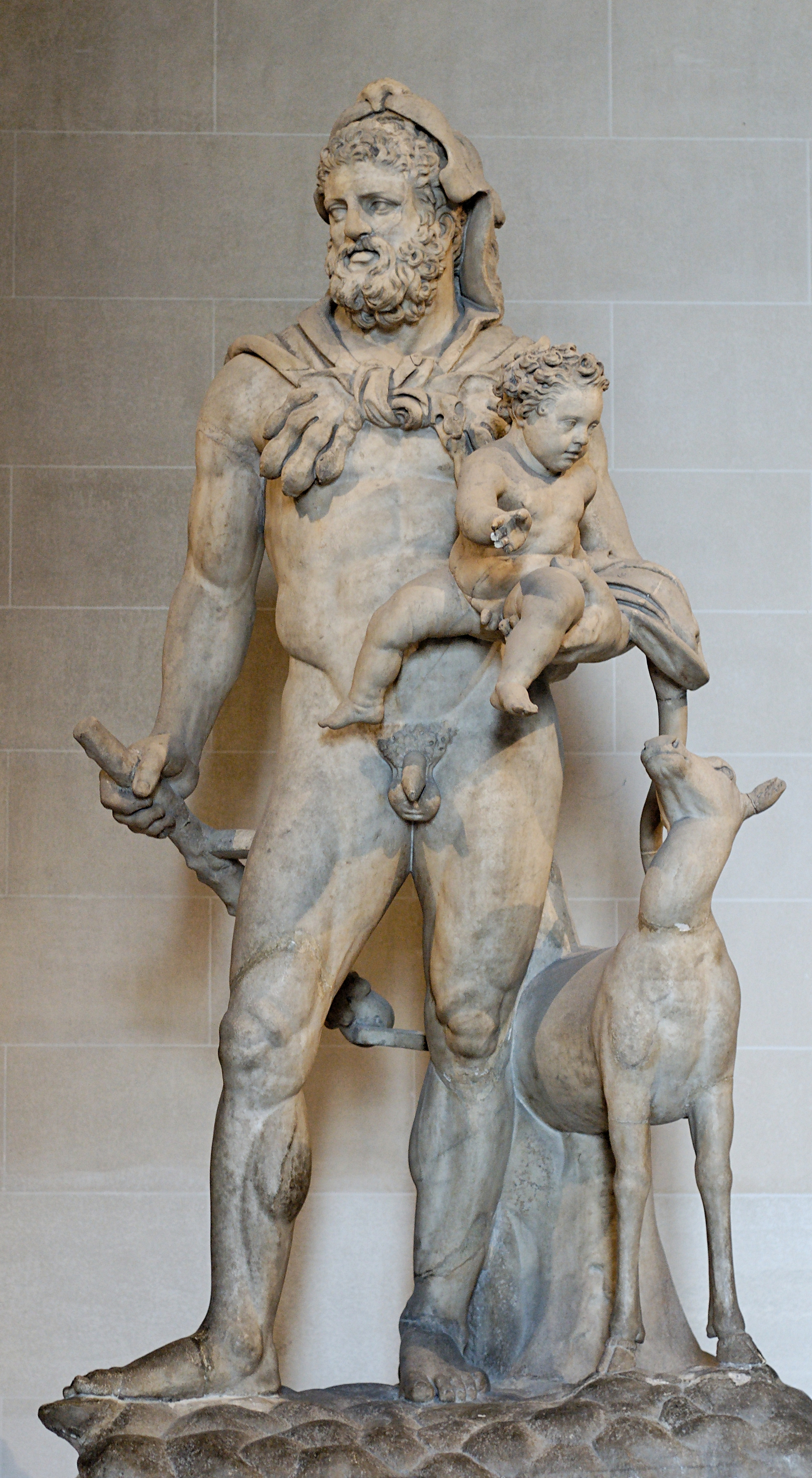
Beeld van Herakles met zijn zoon Telephus.

Telephos (Oudgrieks Τήλεφος) ook wel Telephus (Latijn) is een held uit de Griekse mythologie. Hij was een zoon van Herakles en Auge. De Attaliden van Pergamon eerden Telephus als de mythische voorvader van hun dynastie. Zijn geschiedenis (onder meer afgebeeld op een fries van het Zeusaltaar in Pergamon) werd later verweven met de Trojaanse sagen.

## Sage
Omdat een orakel had voorspeld dat hij zijn familie onheil zou brengen, werd Telephus als baby voor dood achtergelaten, maar hij werd door herders gevonden, verzorgd en opgevoed. Op volwassen leeftijd kwam hij in Mysië terecht, waar hij door een reeks toevallen koning werd. Toen de Achaeërs, op weg naar Troje, een inval deden in Mysië, wist Telephus hen terug te slaan, maar hij raakte daarbij verwond door de speer van Achilles. Hoewel de Achaeërs hem verzochten deel te nemen aan de Trojaanse oorlog, ging hij niet in op hun verzoek.
Omdat zijn wonde echter niet genas, ging Telephus uit eigen beweging Achilles opzoeken in het Griekse legerkamp, gedreven door een orakelspreuk "dat hij die de wonde had toegebracht haar ook kon genezen". Achilles zou toen met wat roest van zijn speer de wonde geheeld hebben. Uit dankbaarheid gaf Telephus de Grieken allerlei raadgevingen die leidden tot de verovering van Troje, zonder dat hij zelf aan de strijd hoefde deel te nemen.

## De Telephus-legende in de kunst
De verhalen rond Telephus zijn in de kunst van de Oudheid vaak uitgebeeld. De beeldhouwer Skopas gaf zijn verzet tegen de Achaeërs gestalte (ca. 360 v.Chr.) in de westelijke gevelsculpturen van de Athena-tempel te Tegea. Hetzelfde thema komt voor op de zogenaamde Telephusfries van het Zeusaltaar te Pergamon. Voorts ziet men scènes uit zijn leven op Etruskische askisten, gemmen, munten, vazen en wandschilderingen. Als baby, gezoogd door een hinde onder het waakzame oog van zijn vader Heracles, komt Telephus voor op een fresco in de Basilica van Herculaneum.
Zowel Sophocles als Euripides namen de lotgevallen van Telephus als onderwerp voor een aantal - nu verloren - tragedies.
- Gemeinsame Normdatei: 118801570
- Système universitaire de documentation: 124107109
- Virtual International Authority File: 50021675